# Bowling klub Zapad Zagreb
Bowling klub "Zapad" (BK "Zapad"; Zapad Zagreb; Zapad) je bowling klub iz Zagreba, Republika Hrvatska. 
 
Klub se natječe redovito u Hrvatskoj bowling ligi. 

## O klubu
BK "Zapad" je osnovan 2010. godine, te se redovito i uspješno natječe u Hrvatskoj bowling ligi, Kupu i ostalim natjecanjima u bowlingu.

## Uspjesi

### Ekipno
(nepotpun popis) 
Hrvatska liga
- prvak: 2011./12., 2012./13., 2017./18.

Kup Hrvatske
- pobjednik: 2012.
- drugoplasirani: 2011., 2017., 2019.

### Po disciplinama (pojedinačno)
(nepotpun popis) 
Prvenstvo Hrvatske za petorke
- prvak: 2010.
- doprvak: 2012., 2020.

## Vanjske poveznice
- kglanje.hr, Bowling klub Zapad  - 820009
- zg-kuglanje.hr, Vijesti iz bowlinga
- sportilus.com, BOWLING KLUB ZAPAD
- tportal.hr, Lanište skandiralo novom prvaku - Zapad, objavljeno 14. svibnja 2012.
- zagreb.info, Profesor Mirko: Košarkašku loptu zamijenio kuglom i sada trenira male bowling majstore, objavljeno 22. travnja 2017.